# Barham and Woolley
Barham and Woolley – civil parish w Anglii, w hrabstwie Cambridgeshire, w dystrykcie Huntingdonshire. Leży 36 km na północny zachód od miasta Cambridge i 97 km na północ od Londynu. W 2001 civil parish liczyła 55 mieszkańców.